# Ochropleura pallida
Ochropleura pallida är en fjärilsart som beskrevs av Barend J. Lempke 1939. Ochropleura pallida ingår i släktet Ochropleura och familjen nattflyn. Inga underarter finns listade i Catalogue of Life.